# Olympische Sommerspiele 1996/Leichtathletik – Diskuswurf (Frauen)

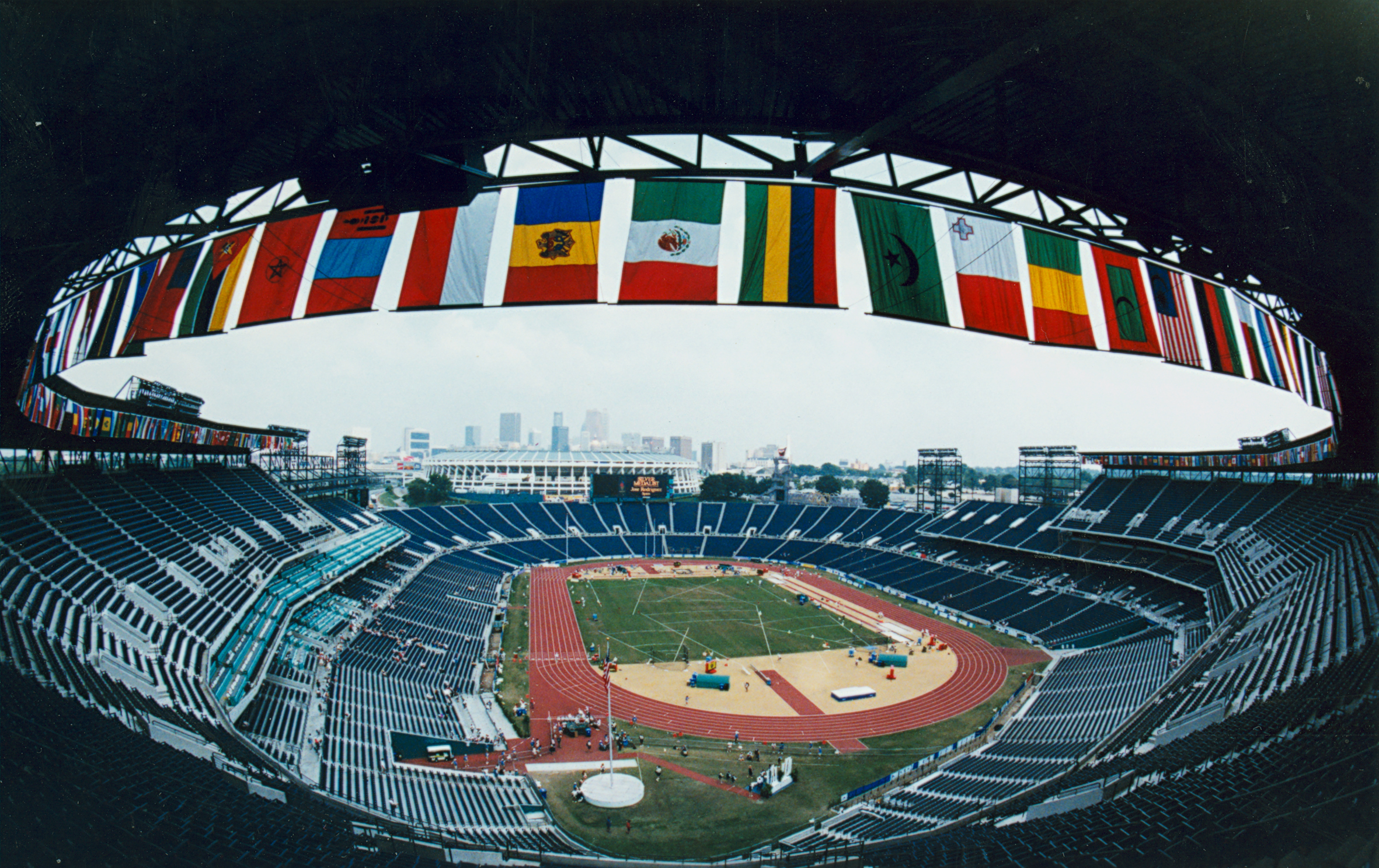
Das Centennial Olympic Stadium von Atlanta im Jahr 1996

Der Diskuswurf der Frauen bei den Olympischen Spielen 1996 in Atlanta wurde am 28. und 29. Juli und 1996 im Centennial Olympic Stadium ausgetragen. 39 Athletinnen nahmen teil.
Olympiasiegerin wurde die Deutsche Ilke Wyludda. Sie gewann vor der Russin Natalja Sadowa und der Belarussin Elina Swerawa.
Für Deutschland starteten neben der Siegerin zudem Franka Dietzsch und Anja Gündler, spätere Anja Möllenbeck. Beide qualifizierten sich für das Finale. Dietzsch wurde Vierte, Gündler Elfte.

Athletinnen aus der Schweiz, Österreich und Liechtenstein nahmen nicht teil.

## Aktuelle Titelträgerinnen
| Olympiasiegerin 1992                      | Maritza Martén ( Kuba)           | 70,06 m | Barcelona 1992       |
| Weltmeisterin 1995                        | Elina Swerawa ( Belarus)         | 68,64 m | Göteborg 1995        |
| Europameisterin 1994                      | Ilke Wyludda ( Deutschland)      | 68,72 m | Helsinki 1994        |
| Panamerikanische Meisterin 1995           | Maritza Martén ( Kuba)           | 61,22 m | Mar del Plata 1995   |
| Zentralamerika und Karibik-Meisterin 1995 | Olga Gómez ( Kuba)               | 55,02 m | Guatemala-Stadt 1995 |
| Südamerika-Meisterin 1995                 | Amélia Moreira ( Brasilien)      | 55,10 m | Manaus 1995          |
| Asienmeisterin 1995                       | Li Quimei ( Volksrepublik China) | 58,26 m | Jakarta 1995         |
| Afrikameisterin 1996                      | Monia Kari ( Tunesien)           | 53,00 m | Yaoundé 1996         |
| Ozeanienmeisterin 1994                    | Geraldine Isaacs ( Neuseeland)   | 40,02 m | Auckland 1994        |

## Bestehende Rekorde
| Weltrekord         | 76,80 m | Gabriele Reinsch ( DDR) | Neubrandenburg, DDR (heute Deutschland) | 9. Juli 1988       |
| Olympischer Rekord | 72,30 m | Martina Hellmann ( DDR) | Finale OS Seoul, Südkorea               | 29. September 1988 |

Der bestehende olympische Rekord wurde bei diesen Spielen nicht erreicht. Der weiteste Wurf gelang der deutschen Olympiasiegerin Ilke Wyludda mit 69,66 m in ihrem zweiten Versuch im Finale. Damit blieb sie 2,64 m unter dem Olympia- und 7,14 m unter dem Weltrekord.

## Legende
Kurze Übersicht zur Bedeutung der Symbolik – so üblicherweise auch in sonstigen Veröffentlichungen verwendet:
| – | verzichtet |
| x | ungültig   |

Anmerkungen zu zwei Angaben:
- Zeiten: Ortszeit Atlanta (UTC−5)
- Weiten: in Metern (m) angegeben

## Qualifikation
28. Juli 1996
Die Qualifikation wurde in zwei Gruppen durchgeführt. Genau zwölf Athletinnen (hellblau unterlegt) übertrafen die direkte Finalqualifikationsweite von 62,00 m. Damit war die Mindestanzahl von zwölf Finalteilnehmerinnen erreicht und das Finalfeld musste nicht weiter aufgefüllt werden.

### Gruppe A

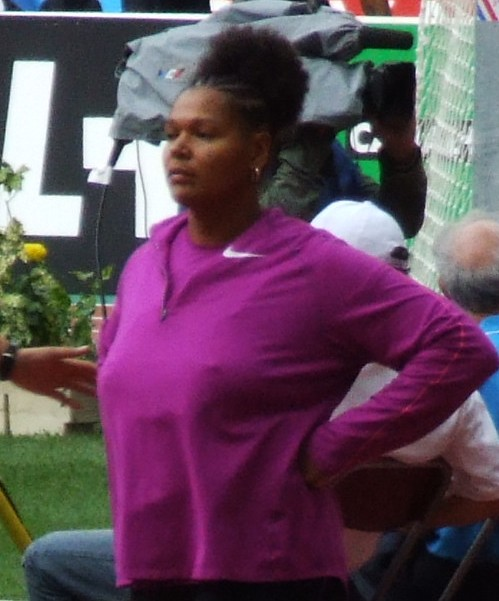
Aretha Hill – ausgeschieden in der Qualifikation mit 56,04 m

10:05. Uhr
| Platz | Name                 | Nation       | 1. Versuch | 2. Versuch | 3. Versuch | Weite |
| ----- | -------------------- | ------------ | ---------- | ---------- | ---------- | ----- |
| 1     | Ilke Wyludda         | Deutschland  | 66,78      | –          | –          | 66,78 |
| 2     | Olga Tschernjawskaja | Russland     | 60,63      | 59,62      | 63,02      | 63,02 |
| 3     | Nicoleta Grasu       | Rumänien     | 63,00      | –          | –          | 63,00 |
| 4     | Elina Swerawa        | Belarus      | 61,86      | 62,74      | –          | 62,74 |
| 5     | Teresa Machado       | Portugal     | 59,14      | 62,02      | –          | 62,02 |
| 6     | Daniela Costian      | Australien   | 61,66      | x          | 61,24      | 61,66 |
| 7     | Maritza Martén       | Kuba         | 59,70      | 57,80      | 60,08      | 60,08 |
| 8     | Atanaska Angelowa    | Bulgarien    | 59,82      | x          | x          | 59,82 |
| 9     | Anastasia Kelesidou  | Griechenland | 59,60      | 58,44      | 58,56      | 59,60 |
| 10    | Zdeňka Šilhavá       | Tschechien   | 59,24      | 57,98      | 57,14      | 59,24 |
| 11    | Ekaterini Vongoli    | Griechenland | 58,24      | 55,48      | 58,70      | 58,70 |
| 12    | Renata Katewicz      | Polen        | x          | x          | 58,24      | 58,24 |
| 13    | Monia Kari           | Tunesien     | x          | 53,02      | 58,02      | 58,02 |
| 14    | Lacy Barnes-Mileham  | USA          | x          | 57,48      | 56,32      | 57,48 |
| 15    | Agnese Maffeis       | Italien      | x          | x          | 56,54      | 56,54 |
| 16    | Aretha Hill          | USA          | 56,04      | 55,20      | 55,14      | 56,04 |
| 17    | Liliana Martinelli   | Argentinien  | 51,46      | 55,68      | x          | 55,68 |
| 18    | Corrie de Bruin      | Niederlande  | x          | x          | 55,48      | 55,48 |
| 19    | Ljudmila Filimonowa  | Belarus      | x          | 53,30      | x          | 53,30 |
| 20    | Oumou Traoré         | Mali         | x          | 39,70      | 37,16      | 39,70 |

### Gruppe B

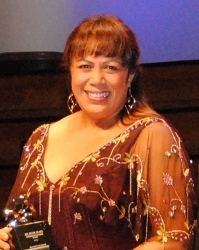
Beatrice Faumuina (Foto: 2013) scheiterte mit 58,40 m in der Qualifikation

11:35 Uhr
| Platz | Name                    | Nation              | 1. Versuch | 2. Versuch | 3. Versuch | Weite |
| ----- | ----------------------- | ------------------- | ---------- | ---------- | ---------- | ----- |
| 1     | Xiao Yanling            | Volksrepublik China | 59,56      | 59,60      | 65,10      | 65,10 |
| 2     | Franka Dietzsch         | Deutschland         | 63,94      | –          | –          | 63,94 |
| 3     | Anja Gündler            | Deutschland         | 53,10      | 61,72      | 63,80      | 63,80 |
| 4     | Lisa-Marie Vizaniari    | Australien          | 63,00      | –          | –          | 63,00 |
| 5     | Natalja Sadowa          | Russland            | 59,50      | 61,36      | 62,28      | 62,28 |
| 6     | Mette Bergmann          | Norwegen            | 59,60      | 62,24      | –          | 62,24 |
| 7     | Iryna Jattschanka       | Belarus             | 59,60      | 62,04      | –          | 62,04 |
| 8     | Bárbara Hechavarría     | Kuba                | 56,74      | 61,38      | 61,98      | 61,98 |
| 9     | Alice Matějková         | Tschechien          | 60,72      | 59,40      | x          | 60,72 |
| 10    | Jacqueline McKernan     | Großbritannien      | 53,74      | 58,88      | 57,60      | 58,88 |
| 11    | Jacqueline Goormachtigh | Niederlande         | 55,70      | 56,94      | 58,74      | 58,74 |
| 12    | Beatrice Faumuina       | Neuseeland          | 57,30      | x          | 58,40      | 58,40 |
| 13    | Walentina Iwanowa       | Russland            | 58,30      | 58,38      | 58,32      | 58,38 |
| 14    | Eha Rünne               | Estland             | x          | x          | 58,24      | 58,24 |
| 15    | Cristina Boiț           | Rumänien            | 58,10      | x          | x          | 58,10 |
| 16    | Olena Antonowa          | Ukraine             | 57,56      | 57,92      | 54,82      | 57,92 |
| 17    | Styliani Tsikouna       | Griechenland        | x          | 53,62      | 56,66      | 56,66 |
| 18    | Suzanne Powell          | USA                 | 55,06      | 56,24      | 53,98      | 56,24 |
| 19    | Isabelle Devaluez       | Frankreich          | 55,08      | x          | 53,92      | 55,08 |

## Finale

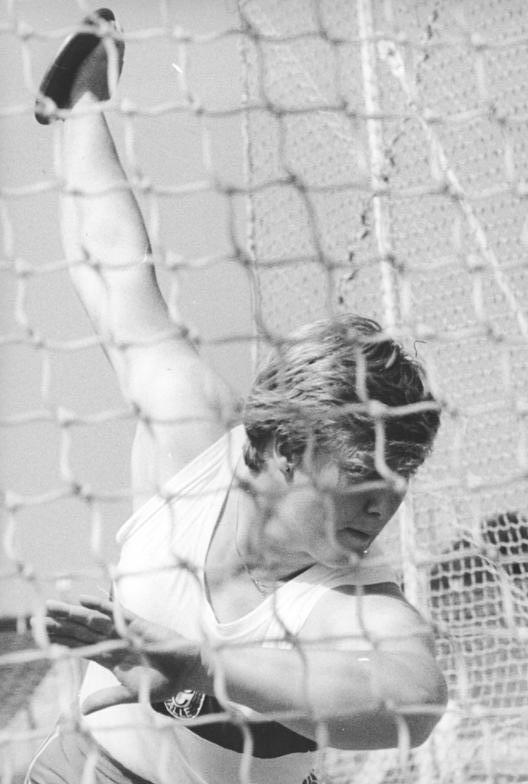
Ilke Wyludda gewann überlegen den Diskuswurf-Wettbewerb

29. Juli 1996, 18:45 Uhr
| Platz | Name                 | Nation              | 1. Versuch | 2. Versuch | 3. Versuch | 4. Versuch                                  | 5. Versuch                                  | 6. Versuch                                  | Endresultat |
| ----- | -------------------- | ------------------- | ---------- | ---------- | ---------- | ------------------------------------------- | ------------------------------------------- | ------------------------------------------- | ----------- |
| 1     | Ilke Wyludda         | Deutschland         | 68,02      | 69,66      | 66,70      | 67,86                                       | 67,34                                       | x                                           | 69,66       |
| 2     | Natalja Sadowa       | Russland            | 62,04      | 65,66      | 63,34      | 66,48                                       | 65,72                                       | 65,82                                       | 66,48       |
| 3     | Elina Swerawa        | Belarus             | 63,96      | 65,64      | 65,64      | 63,02                                       | 64,10                                       | 64,84                                       | 65,64       |
| 4     | Franka Dietzsch      | Deutschland         | 64,22      | 65,48      | 63,90      | 63,56                                       | x                                           | x                                           | 65,48       |
| 5     | Xiao Yanling         | Volksrepublik China | 56,90      | 63,34      | 63,72      | 60,86                                       | 64,72                                       | x                                           | 64,72       |
| 6     | Olga Tschernjawskaja | Russland            | 64,70      | 64,06      | x          | 64,20                                       | 61,40                                       | x                                           | 64,70       |
| 7     | Nicoleta Grasu       | Rumänien            | 61,12      | 63,28      | x          | 59,92                                       | 62,78                                       | 63,26                                       | 63,28       |
| 8     | Lisa-Marie Vizaniari | Australien          | 62,48      | x          | 59,62      | 60,32                                       | x                                           | 59,96                                       | 62,48       |
|       |                      |                     |            |            |            |                                             |                                             |                                             |             |
| 9     | Mette Bergmann       | Norwegen            | 59,48      | x          | 62,28      | nicht im Finale der besten acht Werferinnen | nicht im Finale der besten acht Werferinnen | nicht im Finale der besten acht Werferinnen | 62,28       |
| 10    | Teresa Machado       | Portugal            | 61,38      | 60,48      | 60,02      | nicht im Finale der besten acht Werferinnen | nicht im Finale der besten acht Werferinnen | nicht im Finale der besten acht Werferinnen | 61,38       |
| 11    | Anja Gündler         | Deutschland         | 61,16      | 60,76      | 59,48      | nicht im Finale der besten acht Werferinnen | nicht im Finale der besten acht Werferinnen | nicht im Finale der besten acht Werferinnen | 61,16       |
| 12    | Iryna Jattschanka    | Belarus             | x          | 57,76      | 60,46      | nicht im Finale der besten acht Werferinnen | nicht im Finale der besten acht Werferinnen | nicht im Finale der besten acht Werferinnen | 60,46       |

Zwölf Athletinnen hatten sich für das Finale qualifiziert. Alle hatten die geforderte Qualifikationsweite übertroffen. Drei Deutsche, zwei Russinnen und zwei Belarussinnen trafen auf je eine Teilnehmerin aus Australien, China, Norwegen, Portugal und Rumänien.
Es gab zwei Favoritinnen für diesen Wettbewerb: die amtierende Weltmeisterin und Vizeeuropameisterin Elina Swerawa aus Belarus und die deutsche Europameisterin und Vizeweltmeisterin Ilke Wyludda. Weitere aussichtsreiche Kandidatinnen für vordere Platzierungen waren die beiden Russinnen Olga Tschernjawskaja, WM-Dritte, und Natalja Sadowa, WM-Fünfte, sowie die kubanische Olympiasiegerin von 1992 und WM-Vierte Maritza Martén, die jedoch nicht mehr die große Form der Spiele von Barcelona hatte und bereits in der Qualifikation ausschied.
Wyludda gelangen gleich im ersten Versuch sehr gute 68,02 m, womit sie die Führung übernahm. Hinter ihr lagen die Russin Olga Tschernjawskaja mit 64,70 m und die Deutsche Franka Dietzsch mit 64,22 m. Swerawa folgte mit 63,96 m. Wyludda baute ihre Führung im zweiten Durchgang auf 69,66 m aus. Die Russin Natalja Sadowa warf 65,66 m und schob sich auf Rang zwei vor. Swerawa steigerte sich auf 65,64 m und lag damit auf Platz drei. Auch Dietzsch verbesserte sich auf 65,48 m, damit war sie Vierte, während Tschernjawskaja auf Rang fünf zurückfiel.
Erst im vierten Versuch konnte sich Sadowa noch einmal steigern. Ihr gelangen 66,48 m, was allerdings nichts am Klassement veränderte. Auch in den letzten beiden Versuchsserien gab es keine Verschiebungen mehr auf den ersten vier Plätzen. Ilke Wyludda war so dominant, dass sie mit jedem ihrer fünf gültigen Versuche Olympiasiegerin geworden wäre. Natalja Sadowa errang die Silbermedaille vor Elina Swerawa. Franka Dietzsch wurde Vierte, die Chinesin Xiao Yanling Fünfte. Olga Tschernjawskaja belegte am Ende Rang sechs.

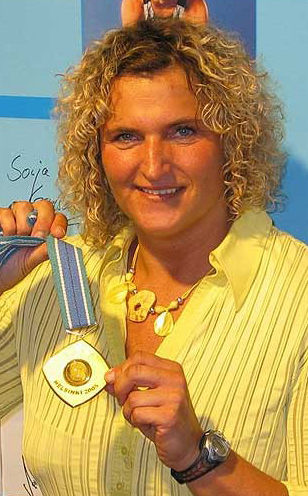
Franka Dietzsch (hier mit ihrer Goldmedaille von den Weltmeisterschaften 2005) belegte Rang vier
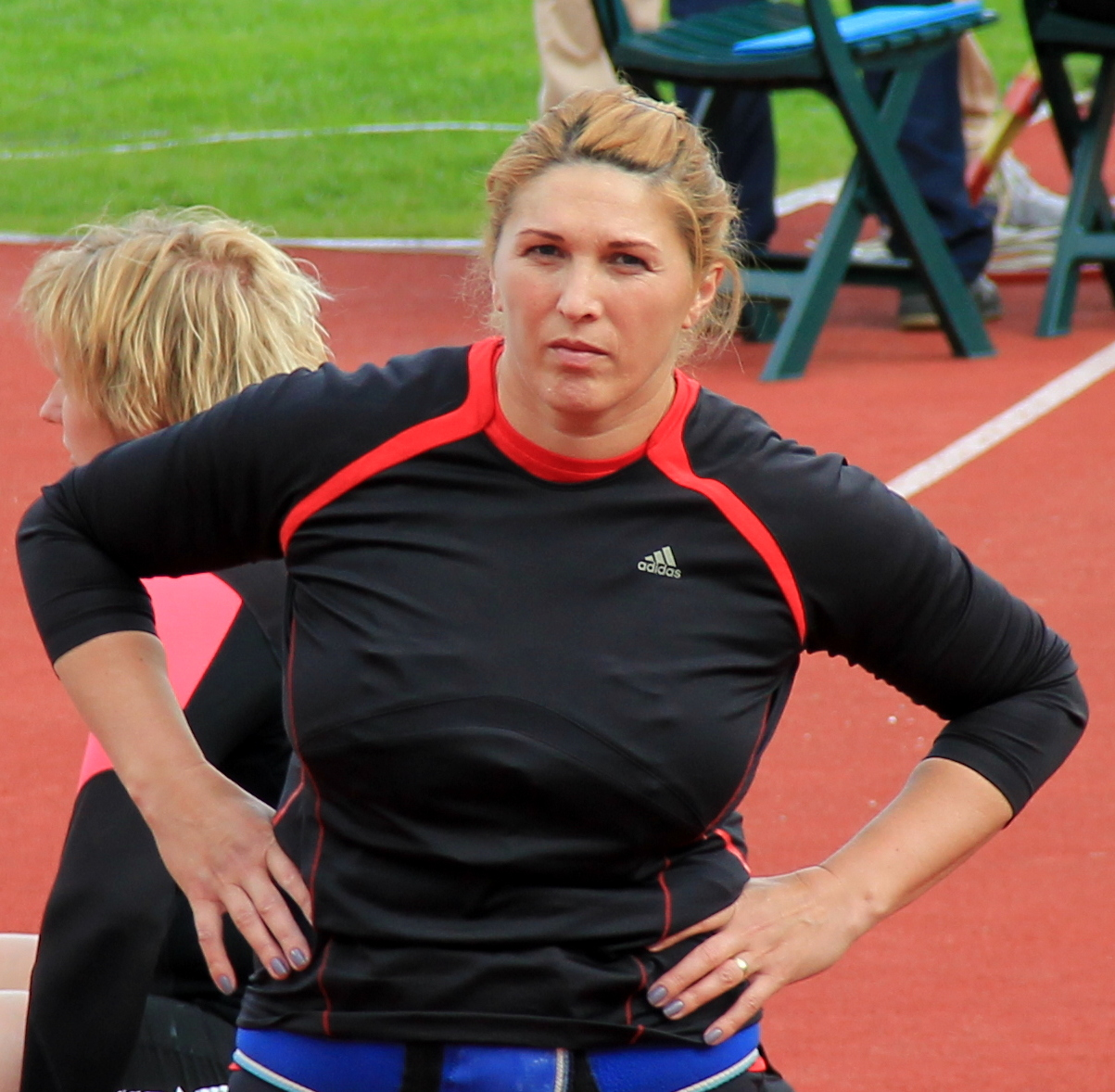
Die siebtplatzierte Nicoleta Grasu
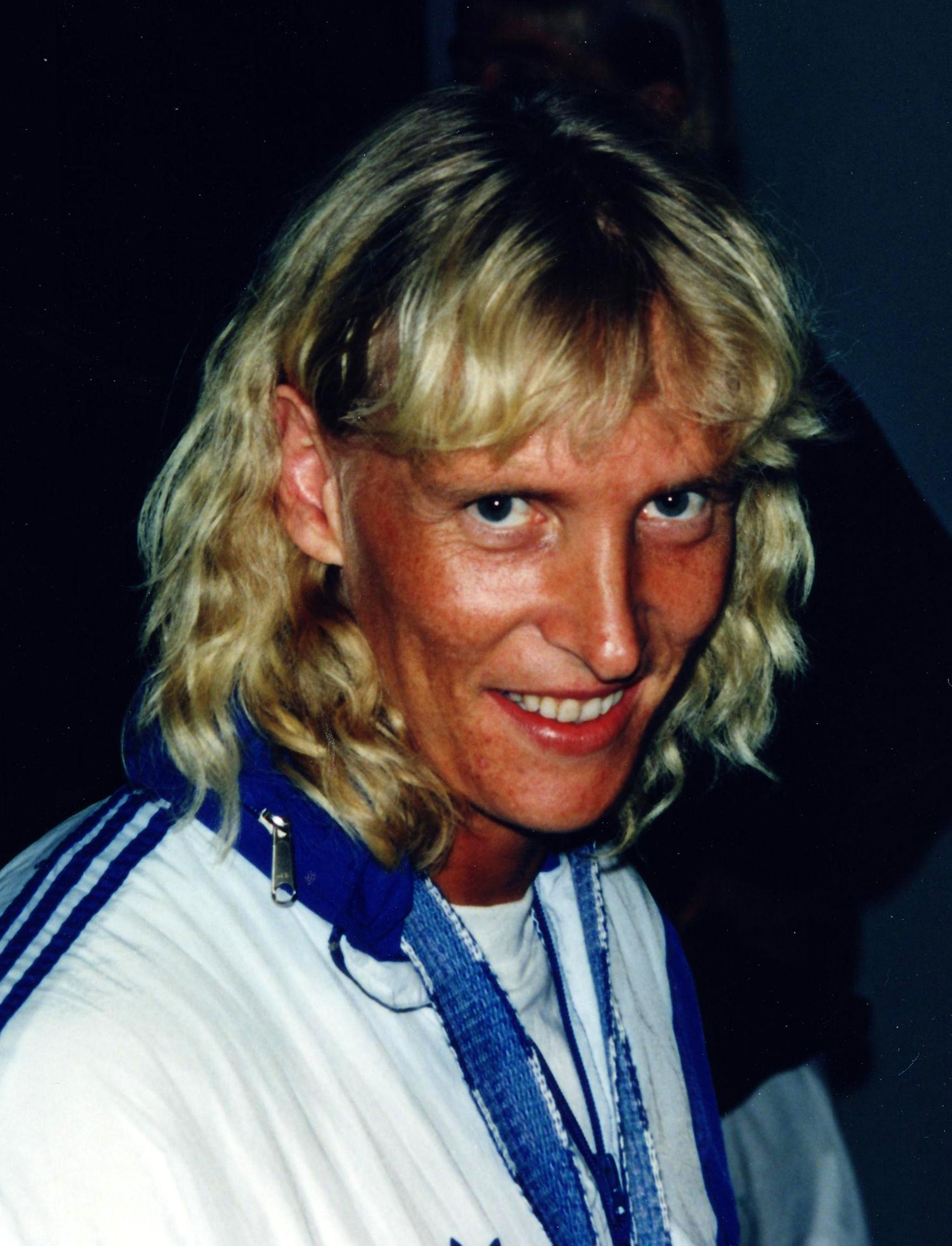
Mette Bergmann wurde Olympianeunte
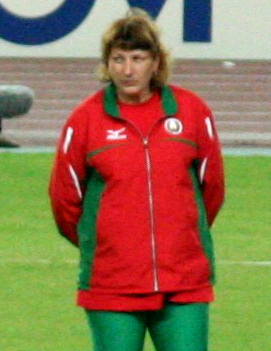
Iryna Jattschanka kam auf den zwölften Platz

## Videolinks
- 1984 Olympic Games Womens Discus Throw, youtube.com, abgerufen am 18. Januar 2022
- 6370 Olympic 1996 Discus Women Ilke Wyludda, youtube.com, abgerufen am 18. Januar 2022
- wyludda discus throw 1996 olympics, youtube.com, abgerufen am 16. März 2018
- 6378 Olympic 1996 Discus Women Elyna Zvereva, youtube.com, abgerufen am 18. Januar 2022
- 6382 Olympic 1996 Discus Women Olga Chernyavskaya, youtube.com, abgerufen am 18. Januar 2022
- 6376 Olympic 1996 Discus Women Nicole Grasu, youtube.com, abgerufen am 18. Januar 2022
- 6380 Olympic 1996 Discus Women Teresa Machado, youtube.com, abgerufen am 18. Januar 2022